# Nedum Onuoha
Chinedum Onuoha, detto Nedum (Warri, 12 novembre 1986), è un ex calciatore inglese di origini nigeriane, di ruolo difensore.

## Caratteristiche tecniche
Gioca come difensore centrale, ma grazie alla sua duttilità in campo, viene spesso schierato anche da terzino destro, possiede una notevole velocità, forte fisicamente ed inoltre è molto abile nel gioco aereo.

## Carriera

### Club

#### Inizi
Nel 2001 termina al secondo posto la finale dei 100 metri piani organizzata dalla English School's Athletics Association, col tempo di 11.09 secondi, a 14 anni. Raggiunge tale risultato rappresentando la "Oldham Hulme Grammar School".
Attualmente, è anche co-detentore del record nel salto triplo Under-15 con Jonathan Moore. La distanza di 9.44 metri la raggiunge a Wigan nel 2002.

#### Manchester City

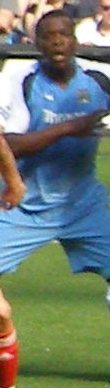
Onuoha in azione con la maglia del Manchester City nel 2007.

Onuoha gioca regolarmente per la squadra riserve del Manchester City nella stagione 2003/04, entrando in prima squadra per la fase di pre-campionato 2005/06, giocando la prima gara in amichevole contro il Bury. La sua prima apparizione in gare ufficiali arriva contro l'Arsenal in Carling Cup, ad ottobre del 2004, all'età di 17 anni. Nonostante Onuoha fosse un difensore centrale, l'allenatore del Manchester City Kevin Keegan lo posiziona inizialmente come terzino destro, con l'intento di migliorarne le capacità di passaggio.  Il giocatore riesce ad imporsi in prima squadra nonostante la giovane età, poiché dotato di impressionanti doti atletiche e caratteriali. Sfortunatamente, Onouha si infortuna diverse volte durante la stagione 2005-2006, vedendolo in campo solo 12 volte.
Nella stagione 2006/07, colleziona 30 presenze, ponendosi come un forte ed affidabile difensore centrale, guadagnandosi l'allungamento del contratto di altri quattro anni. Con Nedum capitano, il Manchester City vince 2-1 contro il Bristol City nel secondo turno della Carling Cup.
Segna il suo primo gol in carriera il 16 marzo 2008 nella sfida interna contro il Tottenham Hotspur (2-1). Il 5 aprile 2008 si infortuna nuovamente, stavolta alla spalla, distorsione che gli impedisce di portare al termine la stagione.

#### Sunderland
Il 12 agosto 2010 passa in prestito annuale al Sunderland. Il 14 novembre seguente, segna la sua prima ed unica rete con la maglia dei Black Cats nella vittoria in trasferta per 3-0 contro il Chelsea.

#### Ritorno al Manchester City
Dopo la fine del prestito al Sunderland, fa ritorno ai Citizens.

#### Queens Park Rangers
Il 26 gennaio 2012 firma un contratto di quattro anni e mezzo per i Queens Park Rangers dove si ricongiunge all'allenatore Mark Hughes con il quale aveva già lavorato con profitto nel Manchester City.
Il 2 settembre 2015 rinnova il suo contratto per altre tre stagioni.
Tuttavia complice la cessione di Clint Hill, dalla stagione 2015-2016 diventa ufficialmente il capitano degli Hoops.
Il 27 aprile 2018 annuncia di lasciare il Queens Park Rangers a fine stagione, dopo oltre sei anni di militanza, rimanendo così svincolato. Totalizza globalmente con il QPR in tutte le competizioni, 224 partite, segnando 8 reti.

#### Real Salt Lake
Il 14 settembre si trasferisce nella MLS ingaggiato dai Real Salt Lake.

### Nazionale
Il 12 ottobre 2005 fa il suo debutto con la nazionale Under-21 inglese. Nel marzo del 2007, Onuoha riceve una chiamata dalla nazionale nigeriana, cui non risponde. Onuoha è titolare nell'Under-21 inglese partecipando campionato europeo di categoria del 2007 nei Paesi Bassi. Durante la manifestazione, i tifosi serbi si rendono protagonisti di un increscioso episodio, intonando cori razziali ai danni dell'anglo-nigeriano; per la sua impeccabile condotta, per nulla influenzata da tali cori, riceve attestati di stima per il suo comportamento. Gioca ognuna delle quattro gare che l'Inghilterra disputa; nell'extra-time della semifinale contro l'Paesi Bassi, esce dal campo zoppicante, impossibilitato a continuare e dopo che il commissario tecnico aveva effettuato tutte le sostituzioni previste dal regolamento. L'Inghilterra perde ai rigori 13-12.

## Statistiche

### Presenze e reti nei club
statistiche aggiornate al 28 aprile 2018.
| Stagione               | Squadra                | Campionato             | Campionato | Campionato | Coppe nazionali | Coppe nazionali | Coppe nazionali | Coppe continentali | Coppe continentali | Coppe continentali | Altre coppe | Altre coppe | Altre coppe | Totale | Totale |
| Stagione               | Squadra                | Comp                   | Pres       | Reti       | Comp            | Pres            | Reti            | Comp               | Pres               | Reti               | Cpmp        | Pres        | Reti        | Pres   | Reti   |
| ---------------------- | ---------------------- | ---------------------- | ---------- | ---------- | --------------- | --------------- | --------------- | ------------------ | ------------------ | ------------------ | ----------- | ----------- | ----------- | ------ | ------ |
| 2004-2005              | Manchester City        | PL                     | 17         | 0          | FACup+CdL       | 0+1             | 0               | -                  | -                  | -                  | -           | -           | -           | 18     | 0      |
| 2005-2006              | Manchester City        | PL                     | 10         | 0          | FACup+CdL       | 1+1             | 0               | -                  | -                  | -                  | -           | -           | -           | 12     | 0      |
| 2006-2007              | Manchester City        | PL                     | 18         | 0          | FACup+CdL       | 1+0             | 0               | -                  | -                  | -                  | -           | -           | -           | 19     | 0      |
| 2007-2008              | Manchester City        | PL                     | 16         | 1          | FACup+CdL       | 2+3             | 0               | -                  | -                  | -                  | -           | -           | -           | 21     | 1      |
| 2008-2009              | Manchester City        | PL                     | 23         | 1          | FACup+CdL       | 0+0             | 0               | CU                 | 7                  | 1                  | -           | -           | -           | 30     | 2      |
| 2009-2010              | Manchester City        | PL                     | 10         | 1          | FACup+CdL       | 2+1             | 1+0             | -                  | -                  | -                  | -           | -           | -           | 13     | 1      |
| 2010-2011              | Sunderland             | PL                     | 31         | 1          | FACup+CdL       | 0+1             | 0               | -                  | -                  | -                  | -           | -           | -           | 32     | 1      |
| 2011-gen. 2012         | Manchester City        | PL                     | 1          | 0          | FACup+CdL       | 0+2             | 0               | UCL                | 0                  | 0                  | CS          | 0           | 0           | 3      | 0      |
| Totale Manchester City | Totale Manchester City | Totale Manchester City | 95         | 3          |                 | 14              | 1               |                    | 7                  | 1                  |             | 0           | 0           | 116    | 5      |
| gen.-giu. 2012         | QPR                    | PL                     | 16         | 0          | FACup+CdL       | 0+0             | 0               | -                  | -                  | -                  | -           | -           | -           | 16     | 0      |
| 2012-2013              | QPR                    | PL                     | 23         | 0          | FACup+CdL       | 2+1             | 0               | -                  | -                  | -                  | -           | -           | -           | 26     | 0      |
| 2013-2014              | QPR                    | FLC                    | 26+3       | 2          | FACup+CdL       | 1+1             | 0               | -                  | -                  | -                  | -           | -           | -           | 31     | 2      |
| 2014-2015              | QPR                    | PL                     | 23         | 0          | FACup+CdL       | 1+1             | 0               | -                  | -                  | -                  | -           | -           | -           | 25     | 0      |
| 2015-2016              | QPR                    | FLC                    | 46         | 2          | FACup+CdL       | 1+1             | 0+1             | -                  | -                  | -                  | -           | -           | -           | 48     | 3      |
| 2016-2017              | QPR                    | FLC                    | 44         | 3          | FACup+CdL       | 1+2             | 0               | -                  | -                  | -                  | -           | -           | -           | 47     | 3      |
| 2017-2018              | QPR                    | FLC                    | 29         | 0          | FACup+CdL       | 1+1             | 0               | -                  | -                  | -                  | -           | -           | -           | 31     | 0      |
| Totale QPR             | Totale QPR             | Totale QPR             | 207+3      | 7          |                 | 14              | 1               |                    | -                  | -                  |             | -           | -           | 224    | 8      |
| Totale carriera        | Totale carriera        | Totale carriera        | 333+3      | 11         |                 | 29              | 2               |                    | 7                  | 1                  |             | 0           | 0           | 372    | 14     |